# Capilla del Cristo del Mar (Lepe)
La Capilla del Cristo del Mar, también conocida como Ermita del Cristo del Mar, es un templo católico que se encuentra en el municipio de Lepe, provincia de Huelva (España), y pertenece a la parroquia de Santo Domingo de Guzmán. Fue construida en 1972, en el barrio de Don Ramiro.

## Imaginería
La capilla es sede de las siguientes imágenes: 
- Cristo del Mar (siglo XVI), obra anónima. Crucificado de 1,52 cm de alto en madera policromada. Procede del desaparecido convento de Nuestra Señora de la Piedad, de Lepe. Estuvo en el cementerio municipal de Lepe hasta 1936, cuando volvió al convento. Tras derrumbarse la techumbre de este fue trasladado a la Iglesia de Santo Domingo de Guzmán, donde permaneció hasta que en 1975 fue trasladado a la capilla y restaurado por Antonio León Ortega.[1]
- Jesús en su Entrada Triunfal en Jerusalén (1966), Antonio León Ortega. Estuvo en la parroquia de Santo Domingo de Guzmán hasta su traslado a la capilla en 1972.[1]
- Virgen de la Paz (1966), Antonio León Ortega.[1]
- Jesús Cautivo (1984), Antonio León Ortega.[2]
- La Oración en el Huerto (1979), Talleres El Arte Cristiano de Olot.[2]
- Virgen Milagrosa (1979), Talleres El Arte Cristiano de Olot.[2]